# Фридрих Вилхелм Август Карл фон Бозе
Фридрих Вилхелм Август Карл фон Бозе (на немски: Friedrich Wilhelm August Carl Graf von Bose; * 9 януари 1753, Байройт; † 9 септември 1809, Дрезден) е саксонски кабинет-министър в Кралство Саксония, таен съветник, главен дворцов маршал при саксонския курфюрст и по-късен крал Фридрих Август.

## Биография
Той е единствен син и второто дете на саксонския главен камер-хер граф Фридрих Карл фон Бозе (1726 – 1767) и Юлиана Вилхелмина фон Путбус-Айнзиделсбург (1728 – 1798), дъщеря на граф Мориц Улрих фон Путбус (1699 – 1769) и графиня Кристиана Вилхелмина фон Линар (1704 – 1752). Сестра му Мария Анна Вилхелмина фон Бозе (1747 – 1815) се омъжва на 15 януари 1771 г. в Дрезден за граф Левин Фридрих IV фон дер Шуленбург (1738 – 1801).
Когато е на 10 години, баща му се запознава в Байройт с едва 7-годишния Волфганг Амадеус Моцарт. Оттогава фамилията има дългогодишна връзка с Моцарт.
Фридрих Вилхелм започва да учи на 12 години в Лайпциг, където по-късно следва в университета. Той пътува до Париж и Виена, където влиза в масонската ложа.
Фридрих Вилхелм започва млад служба в Курфюрство Саксония. Той е изпратен като посланик в Стокхолм (1777 – 1786). По-късно става в Дрезден главен камер-хер и дворцов маршал. Той прави курфюрстката библиотека достъпна за обществото. През 1806 г. играе важна роля при преговорите на Саксония с Наполеон.

## Фамилия
Фридрих Вилхелм Август Карл фон Бозе се жени на 26 май 1782 г. за графиня Шарлота Вулхелмина фон дер Шуленбург-Волфсбург (* 21 май 1760, дворец Волфсбург; † 8 април 1813). Тя е дворцова дама на пруската кралица и манастирска дама на църквата „Св. Мартин“ в Мюнстер. Те имат три деца:
- Малте Густав Карл (* 31 май 1783, Дрезден; † 7 май 1848), кралски-саксонски камер-хер и посланик в Мадрид
- Карл Август (* 24 ноември 1787, Дрезден; † 11 февруари 1862, Дрезден), кралски-саксонски таен съветник и дворцов маршал, женен 1813 г. за Катарина Наталия Елизабет фон Льовенщерн от Ливония (* 24 ноември 1787, Дрезден; † 11 февруари 1862, Дрезден)[3]
- Юлиана Шарлота (* 24 юли 1789, Гамиг; † 17 ноември 1848, Дюселдорф), омъжена на 14 януари 1807 г. за граф Мориц Левин Фридрих фон дер Шуленбург (* 1774, Дрезден; † 4 септември 1814, Майздорф); като вдовица Юлиана Шарлота става главна дворцова майстерка на принцеса Фридерика Пруска.